# Allegro Film
Die Allegro Film ist ein 1989 von Helmut Grasser gegründetes österreichisches Filmproduktionsunternehmen mit Sitz in Wien. Produziert werden Spiel- und Dokumentarfilme für Kino und Fernsehen. Die Allegro Film zählt neben der Dor Film, der Wega Film, der MR Film und der Satel Film zu den großen und erfolgreichsten österreichischen Filmproduktionsfirmen.
Seit der Gründung stellte das Unternehmen fast 80 Kino- und Fernsehfilme her. Die bisher erfolgreichste Produktion gelang im Jahr 2005 mit dem von Erwin Wagenhofer gedrehten Dokumentarfilm We Feed the World, der mit 200.000 Kinobesuchern in Österreich einer der erfolgreichsten Filme der letzten Jahrzehnte ist. Auch international war die Produktion äußerst erfolgreich, mit etwa 300.000 Besuchern in Deutschland und 140.000 in Frankreich. Die nächsterfolgreichsten Produktionen der Allegro Film waren Hundstage (2001) von Ulrich Seidl, der auch einen silbernen Löwen in Venedig erhielt, Drei Herren (1998) von Nikolaus Leytner und Der Überfall (2000) von Florian Flicker, der auch die Auszeichnung Bronzener Leopard auf dem Locarno Film Festival erhielt,  mit jeweils knapp über 100.000 Besuchern in Österreich sowie In 3 Tagen bist du tot (2006) von Andreas Prochaska mit rund 85.000 Besuchern.
Die Allegro Film ist mit diesen und weiteren, mehrheitlich auf kommerziell erfolgreiche Produktionen ausgerichteten Produktionsgesellschaften Mitglied des Interessensverband Film Austria. Dieser wurde im April 2006 neu gegründet, nachdem es Meinungsverschiedenheiten mit den übrigen, mehrheitlich auf künstlerische Filme ausgerichteten, Filmproduktionsgesellschaften im Interessensverband association of austrian filmproducers (AAFP) gegeben hat. Stellvertretender Präsident der Film Austria ist der Allegro Film-Leiter, Helmut Grasser. Von 2009 bis 2020 war Katharina Bogensberger neben Helmut Grasser Geschäftsführerin der Allegro Film. Gabi Stefansich übernahm 2021 die Geschäftsführung von Katharina Bogensberger. Dem Credo „Hohe Qualität für ein möglichst großes Publikum“ folgend, wurden bisher fast 80 Spielfilme und Dokumentarfilme sowohl fürs Kino als auch fürs Fernsehen hergestellt.

## Filmografie

### Kinospielfilme
- 1990: Schatten im Rampenlicht (Nikolaus Leytner)
- 1990: Erwin & Julia (Ko-Produktion mit ZDF, Götz Spielmann)
- 1992: Der Nachbar (Götz Spielmann)
- 1993: Halbe Welt (Florian Flicker)
- 1996: Stille Wasser (Max Linder)
- 1996: Schwarzfahrer (Kino- und Fernseh-Auftragsproduktion des ORF, Nikolaus Leytner)
- 1998: Drei Herren (Koproduktion mit deutscher Home-Run Pictures, Nikolaus Leytner)
- 1998: Suzie Washington (Florian Flicker)
- 2000: Der Überfall (Florian Flicker)
- 2001: Die Gottesanbeterin (Paul Harather)
- 2001: Hundstage (Koproduktion mit deutscher The Coproduction Office, Ulrich Seidl)
- 2002: Ikarus (Bernhard Weirather)
- 2003: Twinni (Ulrike Schweiger)
- 2003: Sie haben Knut (Koproduktion mit deutscher Home-Run Pictures, Stefan Krohmer)
- 2004: Auf Wolke 7 (Michael Grimm)
- 2005: Dallas Pashamende (Koproduktion mit ungarischer Uj Budapest Filmstudio und MTM Filmproduktions, Robert Adrian Pejo)
- 2005: Shadow of the Sword – Der Henker (The Headsman) (Koproduktion mit FAME, Eurofilm Studio, T&C Film, Samsa Film, und Home Run Pictures, Simon Aeby)
- 2006: In 3 Tagen bist du tot (Andreas Prochaska)
- 2008: Darum (Harald Sicheritz)
- 2008: In 3 Tagen bist du tot 2 (Andreas Prochaska)
- 2009: Der Fall des Lemming (Nikolaus Leytner)
- 2010: Am Anfang war das Licht (Peter-Arthur Straubinger)
- 2010: Furcht & Zittern (R. Schwabenitzky)
- 2011: Black Brown White (Erwin Wagenhofer)
- 2015: Beautiful Girl (Dominik Hartl)
- 2016: Mein Fleisch und Blut (Michael Ramsauer)
- 2017: Die Hölle – Inferno (Stefan Ruzowitzky)
- 2018: Die Wunderübung (Michael Kreihsl)
- 2019: Love Machine (Andreas Schmied)[3]
- 2022: Love Machine 2 (Andreas Schmied)
- 2025: Altweibersommer (Pia Hierzegger)

### Fernsehspielfilme
- 1993: Schöndorf muss sauber bleiben (im Auftrag von ORF und SDR, Heide Pils)
- 1994: Der bessere gewinnt (Kurt Ockermüller)
- 1999: Der Hund muss weg (im Auftrag des ORF, Beverly Blankenship)
- 2003: Ausgeliefert (im Auftrag von ORF und SFDRS, Andreas Prochaska)
- 2006: Die Entscheidung (Koproduktion mit ZDF und ORF, Nikolaus Leytner)
- 2007: Die Geschworene (Koproduktion mit NDR und ORF, Nikolaus Leytner)
- 2008: Ein halbes Leben (Koproduktion mit ZDF und ORF, Nikolaus Leytner)
- 2009: Meine Tochter nicht (Regie: Wolfgang Murnberger)
- 2009: Tatort – Kinderwunsch (Regie: Walter Bannert)
- 2010: Tatort – Vergeltung (Regie: Wolfgang Murnberger)
- 2010: Willkommen in Wien (Regie: Nikolaus Leytner)
- 2010: Tatort – Glaube Liebe Tod (Regie: Michi Riebl)
- 2011: Kebab mit Alles (Regie: Wolfgang Murnberger)
- 2014: Alles Fleisch ist Gras (Regie: Reinhold Bilgeri)
- 2016: Endabrechnung (Regie: Umut Dağ)
- 2017: Kebab extra scharf! (Regie: Wolfgang Murnberger)
- 2018: Steirerkind  (Regie: Wolfgang Murnberger)
- 2019: Steirerkreuz (Regie: Wolfgang Murnberger)
- 2019: Südpol (Regie: Nikolaus Leytner)
- 2020: Tatort – Pumpen (Regie: Andreas Kopriva)
- 2020: Steirerwut (Regie: Wolfgang Murnberger)
- 2020: Das Glück ist ein Vogerl (Regie: Catalina Molina)
- 2021: Steirertod (Regie: Wolfgang Murnberger)
- 2021: Steirerrausch (Regie: Wolfgang Murnberger)
- 2022: Steirergeld (Regie: Wolfgang Murnberger)
- 2023: Steirerangst (Regie: Wolfgang Murnberger)
- 2023: Steirerschuld (Regie: Wolfgang Murnberger)
- 2025: Mord in Wien – Der letzte Bissen (Fernsehreihe)

### Dokumentarfilme
- 1993: Die Wahlkämpfer (118 Min, Helmut Grasser)
- 1993: Malli – Artist in Residence (102 Min, Peter Zach)
- 1994: Südosttangente (Fernsehdokumentation, 45 Min, Hans Selikovsky)
- 1995: Vorwärts (80 Min, Susanne Freund)
- 1996: Die Insel (Fernsehdokumentarfilm, 80 Min, Hans Selikovsky)
- 1996: Im Namen Gottes (Koproduktion mit ORF, Fernsehdokumentation, 47 bzw. 58 Min, Susanne Freund)
- 1996: Wenn der Berg ruft (Fernsehdokumentarfilm, Koproduktion mit ORF und ZDF, 80 Min, Hubert Canaval)
- 2003: Operation Figurini – Der Film (55 Min, Erwin Wagenhofer)
- 2005: We Feed the World (96 Min, Erwin Wagenhofer)
- 2008: Money (Erwin Wagenhofer)
- 2009: Tortuga – Die unglaubliche Reise der Meeresschildkröte (Turtle: An Incredible Journey) (Regie: Nick Stringer)
- 2012: Sommer 1972 (Wilma Calisir)
- 2012: More than Honey (90 Min, Markus Imhoof)
- 2014: Macht Energie (Hubert Canaval)
- 2016: Bauer unser (92 Min, Robert Schabus)
- 2017: #Single (90 Min, Andrea Eder)
- 2018: Rabenvögel – Schwarze Chronisten (Martin Schilt)
- 2019: Mind the Gap (87 Min, Robert Schabus)

### Kurzfilme
- 1990: Armenia (Regie: Max Linder)

### Fernsehserien
- 2022: Alles finster – Überleben für Anfänger (Regie: Michael Riebl)

## Auszeichnungen
- Diagonale 2006: Preis innovative Produktionsleistung für die Jahresproduktion, stellvertretend vergeben für We Feed the World
- Diagonale 2007: Preis innovative Produktionsleistung für In 3 Tagen bist du tot
- Diagonale 2015: Preis innovative Produktionsleistung für Das finstere Tal
- Diagonale 2017: Preis innovative Produktionsleistung für Bauer unser
- Romy 2019: Preis bester Kinofilm für Love Machine